# Paul Farrell
Paul Farrell (Dublín, 1 de septiembre de 1893 - Inglaterra, 12 de junio de 1975) fue un actor irlandés de cine y televisión.
Es mejor recordado como el vagabundo que es golpeado por Alex y sus drugos en La naranja mecánica de Stanley Kubrick.

## Filmografía selecta
- Ourselves Alone (1936)
- My Brother Jonathan (1948)
- Captain Lightfoot (1955)
- The Rising of the Moon (1957)
- She Didn't Say No! (1958)
- Sally's Irish Rogue (1958)
- This Other Eden (1959)
- Alive and Kicking (1959)
- Broth of a Boy (1959)
- Shake Hands with the Devil (1959)
- The Siege of Sidney Street (1960)
- Becket (1964)
- Die, Monster, Die! (1965)
- Guns in the Heather (1969)
- Mrs. Brown, You've Got a Lovely Daughter (1968)
- Hot Millions (1968)
- Sinful Davey (1969)
- Country Dance(1970)
- The Man Who Had Power Over Women (1970)
- La naranja mecánica (1971)